# ゲンチジン酸デカルボキシラーゼ
ゲンチジン酸デカルボキシラーゼ(Gentisate decarboxylase、EC 4.1.1.62)は、以下の化学反応を触媒する酵素である。
2,5-ジヒドロキシ安息香酸 {\displaystyle \rightleftharpoons } ヒドロキノン + CO2
したがって、この酵素の基質は、ゲンチジン酸（2,5-ジヒドロキシ安息香酸）のみ、生成物は、ヒドロキノンと二酸化炭素の2つである。
この酵素はリアーゼ、特に炭素-炭素結合を切断するカルボキシリアーゼに分類される。系統名は、2,5-ジヒドロキシ安息香酸 カルボキシリアーゼ (ヒドロキノン形成)(2,5-dihydroxybenzoate carboxy-lyase (hydroquinone-forming))である。他に、2,5-dihydroxybenzoate decarboxylase、gentisate carboxy-lyaseとも呼ばれる。この酵素は、チロシンの代謝に関与している。